# Episodi di The Sex Lives of College Girls (terza stagione)
La terza stagione della serie televisiva The Sex Lives of College Girls è stata distribuita sulla piattaforma streaming statunitense HBO Max dal 21 novembre 2024 al 23 gennaio 2025.
In Italia, la stagione è inedita.
| nº | Titolo originale      | Titolo italiano | Prima TV USA     | Prima TV Italia |
| -- | --------------------- | --------------- | ---------------- | --------------- |
| 1  | Welcome Back to Essex |                 | 21 novembre 2024 | inedito         |
| 2  | Lila by Lila          |                 | 28 novembre 2024 | inedito         |
| 3  | Four to a Suite       |                 | 5 dicembre 2024  | inedito         |
| 4  | Franklin the Fox      |                 | 12 dicembre 2024 | inedito         |
| 5  | Parents Weekend 2     |                 | 19 dicembre 2024 | inedito         |
| 6  | Halloween & Oat Milk  |                 | 26 dicembre 2024 | inedito         |
| 7  | The Rodeo             |                 | 2 gennaio 2025   | inedito         |
| 8  | The Good Partner Test |                 | 9 gennaio 2025   | inedito         |
| 9  | Pics                  |                 | 16 gennaio 2025  | inedito         |
| 10 | Essex Strong          |                 | 23 gennaio 2025  | inedito         |

## Welcome Back to Essex
- Diretto da: MJ Delaney
- Scritto da: Mindy Kaling e Justin Noble

### Trama
All'inizio del secondo anno, i rapporti tra Whitney e Kimberly sono ancora incrinati in quanto la prima ha scoperto quanto accaduto tra l'ex-compagna di dormitorio e Canaan, trasferendosi perciò con le Kappa ed ignorando i continui tentativi della ragazza di scusarsi. Nel frattempo la richiesta di trasferimento di Bela viene negata a causa della sua bassa valutazione scolastica, motivo per il quale decide di prendersi una pausa temporanea dalla comicità ed iniziare un percorso di lavorazione sulla propria personalità, inoltre, quando Frude è costretto a dimettersi dalla carica di responsabile del dormitorio per curarsi da una polmonite, la ragazza decide di prenderne il posto, sebbene i suoi tentativi di essere amichevole con gli inquilini si rivelino disastrosi e incontrino la resistenza di chiunque, in particolare la matricola britannica Taylor, cosa che la porta ad abbattersi ulteriormente finché non riesce a riappacificare Whitney e Kimberly, la quale ha nel frattempo realizzato che la sua relazione con Canaan non abbia sbocchi, decidendo pertanto di rimanere solo amici. Parallelamente a tutto ciò, Leighton scopre a malincuore che Alicia ha intenzione di lasciare l'Essex per accettare un'offerta di lavoro a Boston e che il corso di matematica che frequenta verrà annullato per mancanza di iscrizioni, tuttavia viene rincuorata dal suo insegnante, il quale le propone di aderire a un programma di matematica del MIT, sito proprio a Boston.
- Altri interpreti: Fortune Feimster (passeggera dell'autobus), Rob Huebel (Henry Murray), Nicole Sullivan (Carol Finkle), Craig Cackowski (Dale Finkle), Sherri Shepherd (Senatrice Evette Chase), Rose Abdoo (Joyce), John Pirruccello (Professor Tocchinni), Kathleen Kenny (Ash'lie), Scott Lipman (Frude Rasmunssen), Devin Craig (Isaiah), Rebecca Metz (Coach Dawn), Courtney Parchman (Blair), Grace Schneider (Isabel), Shay Rudolph (Virgina), Katie Baker (Cassidy), Zoe Lam (Rina), Duncan Anderson (DJ Traps).

## Lila by Lila
- Diretto da: MJ Delaney
- Scritto da: Sarah Tapscott

### Trama
Whitney si trasferisce nuovamente con le amiche nonostante la nuova camera da tre assegnata loro sia troppo piccola, cosa che porta Kimberly a chiedere all'ufficio alloggi di spostarle in una stanza per quattro, riuscendo nell'intento grazie alla complicità dell'affascinante Eli. Nel frattempo Leighton viene ammessa al MIT e, dopo essersi confidata col padre, decide di trasferirsi a Boston, nonostante non trovi il coraggio di informare le amiche. Bela nel frattempo continua la faida con Taylor, che la fa passare per intollerante davanti alla direzione costringendola a dover seguire un seminario sulla sensibilità. Lila nel frattempo organizza una sfilata di moda e, dopo avervi assistito, Whitney, Bela e Kimberly scoprono casualmente dell'imminente trasferimento di Leighton, motivo per il quale la affrontano spingendo quest'ultima ad ammettere per la prima volta apertamente l'importanza che le tre hanno avuto per la sua vita e di non essere stata in grado di informarle poiché spaventata dall'idea di non averle più accanto; rincuorata l'amica sulla solidità del loro legame, il quartetto passa un'ultima serata assieme sebbene, all'alba, Bela si rechi in pronto soccorso per assistere Taylor che, ricoverata per un'intossicazione alcolica, le confessa dei suoi problemi di sobrietà chiedendole aiuto. Il mattino seguente, Leighton parte per Boston salutando Whitney, Bela e Kimberly che, una volta rientrate nella nuova camera per quattro, scoprono che è stata loro assegnata una nuova coinquilina.
- Altri interpreti: Rob Huebel (Henry Murray), Michael Provost (Eli), Devin Craig (Isaiah), Nabeel Muscatwalla (Arvind), John Pirruccello (Professor Tocchinni), Betti (Trish Feldman), Zoe Lam (Rina), Lila (infermiera), Stephanie Branco (Lindsey), Sabrina Quesada (Ruby), Ryan Beggs (cassiere), Andrea More (Rachel).

## Four to a Suite
- Diretto da: Michael Spiller
- Scritto da: Rupinder Gill e Vanessa Baden Kelly

### Trama
Kimberly, Bela e Whitney conoscono la loro nuova coinquilina, Kacey, una spensierata ragazza trasferitasi dalla Duke per stare insieme al suo ragazzo Calvin, con il quale condivide un anello di castità e la promessa di rimanere vergine fino al matrimonio. Nel frattempo Kimberly, insicura riguardo al riuscire a soddisfare sessualmente Eli data la bisessualità del ragazzo, arriva a visitare un sexy shop per la prima volta in vita sua e comprare diversi giocattoli erotici, salvo poi realizzare che parlare sia la soluzione migliore e chiarirsi con Eli sui reciproci desideri. Whitney viene sollecitata dalla sua insegnante di storia afroamericana a prendere in considerazione l'idea di laurearsi anche in tale materia oltre che biochimica e, dopo un'iniziale titubanza che la porta a offendere involontariamente la professoressa, la ragazza accetta e si riappacifica con lei. Quella sera, durante una festa a una confraternita, le ragazze scoprono che Calvin è infedele a Kacey e, nonostante quest'ultima le abbia trattate con sufficienza sin dal suo arrivo, dopo averla avvisata della cosa prendono le sue difese nel momento in cui lo affronta e la confortano dopo che lo lascia. Parallelamente a tutto ciò, Bela inizia ad accompagnare Taylor agli incontri di sostegno agli alcolisti stringendo una sorta di riluttante amicizia con essa, tanto da confidarsi con lei in merito alla sua nascente attrazione per un altro responsabile delle matricole, Arvind, e venire incoraggiata a tentare di sedurlo nonostante questi abbia già una ragazza, motivo per il quale gli invia un messaggio erotico.
- Altri interpreti: Michael Provost (Eli), Xosha Roquemore (Professoressa Phillips), Nabeel Muscatwalla (Arvind), Rebecca Metz (Coach Dawn), David Crabb (Professor Miller), Isabella Roland (Carla), Tyler Barnhardt (Calvin Blake), Zoe Lam (Rina), Shey Bogumil (Nell), Alok Vaid-Menon (commesso del sexy shop).

## Franklin the Fox
- Diretto da: Michael Spiller
- Scritto da: Caroline Goldfarb

### Trama
Pentitasi il giorno dopo aver mandato il messaggio, Bela lo cancella prima che Arvind possa leggerlo, nel frattempo, mentre la relazione tra Kimberly e Eli procede a gonfia vele, Whitney inizia a fare sesso occasionale con Isaiah insistendo a non volerlo conoscere a livello personale ma finendo per confidargli i suoi recenti problemmi d'ansia mentre Kacey, determinata a lasciarsi alle spalle il suo ex, fa un'audizione per il musical organizzato dal teatro dell'Essex, venendo scritturata ma non nel ruolo da protagonista in cui sperava. Frustrata nel vedere Arvind assieme alla sua ragazza dopo essere stata assegnata assieme a loro ad un incarico di assistenza per l'inizio della nuova stagione di football, Bela ha una tresca con la mascotte universitaria Franklin the Fox, che tuttavia interrompe dopo essersi accorta di starsi approfittando di lui per non pensare ai sentimenti provati per Arvind; Kimberly ha intanto un brusco litigio con Lila per aver fatto involontariamente la spia con la direzione riguardo un robot da consegna che quest'ultima non stava usando per guadagnare più mance possibile, tuttavia le due ragazze si riappacificano quando la prima finisce inconsapevolmente per ingerire dell'ecstasy a un rave party e Lila la soccorre. Il giorno seguente, Kacey si confronta con la professoressa Dorfmann sul ruolo minore assegnatogli e quando questa le dice che il motivo è la sua mancanza di determinazione, la ragazza la prende sul personale decidendo di rimanere nella produzione teatrale per smentirla; Bela intanto scopre che Arvind ha lasciato la sua ragazza.
- Altri interpreti: Michael Provost (Eli), Rebecca Wisocky (Professoressa Dorfmann), Nabeel Muscatwalla (Arvind), Devin Craig (Isaiah), Roby Attal (Cooper), Helen Hong (Liz), Lauren Adams (Nancy), Zoe Lam (Rina), Jordan Wilson (Emily), Mikaela Poon (Liz), Christian Zamudio	(stagista del teatro), Zeke Nicholson (Franklin the Fox), Blake Manning (Mascot).

## Parents Weekend 2
- Diretto da: Gail Mancuso
- Scritto da: David Phillips

### Trama
In vista del weekend di visita dei genitori per il secondo anno, Bela racconta ad Arvind una serie di bugie poiché convinta che se incontrasse la sua famiglia rovinerebbe ogni possibile chance tra di loro, invitando invece Taylor alla cena organizzata con le coinquiline e i genitori affinché non si senta sola in quanto orfana di padre e priva di rapporti con la madre. Kimberly intanto vorrebbe lasciarsi con Eli dopo essersi resa conto dei loro stili di vita inconciliabili, ma si trova in difficoltà quando sua madre lo incontra per caso invitandolo a sua volta a cena, dove peraltro presenzia anche la madre di Kacey, che esercita su quest'ultima un controllo maniacale tanto che essa, pur di non darla una delusione, non le ha detto della rottura con Calvin. Nel corso della serata, Kimberly si fa coraggio e lascia Eli chiedendogli però di rimanere amici, cosa che dà anche a Kacey la forza di raccontare la verità alla madre, mentre Whitney scopre casualmente che suo padre David ha aperto un profilo su un sito di incontri. Arvind, passando per il locale dove le ragazze stanno cenando, finisce invece per scoprire le menzogne di Bela che, supportata dai genitori, gli rivela quello che prova per lui scoprendosi ricambiata. Quella notte, Kimberly viene ammessa a un prestigioso simposio di etica, mentre Whitney, dopo essersi confrontata col padre sul suo desiderio  di riavere una relazione seria a seguito del divorzio, decide a sua volta di chiedere un appuntamento in piena regola a Isaiah.
- Altri interpreti: Michael Provost (Eli), Tig Notaro (Leah Friedman), Nabeel Muscatwalla (Arvind), Devin Craig (Isaiah), Nicole Sullivan (Carol Finkle), Kavi Ramachandran Ladnier (Reena Malhotra), Mueen Jahan (Nevaan Malhotra), LeRoy McClain (David Chase), Missi Pyle (Tracey Baker), Lauren Adams (Nancy), Stephanie Branco (Lindsey), Soma Mitra (Mitra), Juan Carlos (Dan).

## Halloween & Oat Milk
- Diretto da: Steven Canals
- Scritto da: Beth Appel

### Trama
Taylor ha dei problemi con la sua coinquilina, Chloe, motivo per cui Bela le offre di passare un po' di tempo nel suo alloggio, sebbene la presenza dell'impertinente britannica finisca per irritare sia le compagne che la stessa ragazza, la quale, esasperata dalla situazione, tenta di trovare una ragazza per l'amica facendola partecipare ad una serata di speed date queer, iniziativa che si conclude in un insuccesso nonostante Taylor mostri una certa alchimia con una ragazza di nome Ash. Nel frattempo Lila esegue un immenso quantitativo di ordinazioni di latte d'avena nella speranza di rintracciare un fattorino per cui si è infatuata, Kimberly fatica ad ambientarsi nel simposio della professoressa Friedman poiché la studentessa con minor esperienza e Whitney si riavvicina a Canaan suscitando la gelosia di Isaiah, mentre Kacey viene invitata a uscire dal compagno di teatro Cooper finendo però per rendersi conto della propria inesperienza in quanto non ha un appuntamento dalle elementari. Dopo aver partecipato alla festa di Halloween del campus, confortano Kimberly convincendola che non ha nulla da invidiare agli altri ragazzi del corso, mentre Kacey decide di rivelare della propria verginità a Cooper, che accetta di rispettare i suoi tempi. Bela ha un litigio con Taylor e si fa restituire le chiavi del suo alloggio sostenendo che si stia approfittando di lei ma, la mattina seguente, pentitasi, va a chiarirsi con lei portandola a confessarle che il vero problema con Chloe è che se ne è infatuata nonostante sappia che è etero, commossa, Bela le restituisce le chiavi a patto che Taylor si comporti meglio con lei e le amiche. Poco dopo, durante una partita, Whitney ha uno stiramento del menisco e, pur di non essere messa in panchina per il resto della stagione, accetta di sottoporsi a iniezioni di cortisone per sopprimere il dolore nonostante questo possa compromettere ed allungare sensibilmente l'eccessivo processo di guarigione.
- Altri interpreti: Ruby Cruz (Ash), Tig Notaro (Leah Friedman), Rebecca Wisocky (Professoressa Dorfmann), Michael Hsu Rosen (Brian), Nabeel Muscatwalla (Arvind), Devin Craig (Isaiah), Roby Attal (Cooper), Brandon Keener (Coach Hale), Will Peters (Steve), Amanda Ripley (Ginger), Donielle Nash (Jayla), Courtney Parchman (Blair), Mark David Christenson (Marv), Kyra Tantao (Chloe), Jeremy Culhane (Lars), Zoe Lam (Rina), Zeke Alton (Dr. Rosenfeld), Laureen Karichu (Cetera), Grady Eldridge (Gabe), Laird Akeo (JJ), Haley Stiel (Jamie), Anisa Khamvongsa (Tammy), Jenn Santos (Solia).

## The Rodeo
- Diretto da: Thembi L. Banks
- Scritto da: Modupe Thompson

### Trama
Dopo aver scoperto che il giornale studentesco pubblicherà una lista dei "50 studenti più sexy", Kacey fa di tutto per rientrarvi, divenendone ossessionata e cadendo in una profonda depressione dopo aver scoperto che il suo ex è al suo interno mentre lei ne è stata esclusa. Nel frattempo Isaiah fa finanziare dalla sua famiglia la ricerca del dipartimento di biochimica di Whitney dopo che erano rimasti privi dei fondi dell'Essex, cosa che fa infuriare la ragazza in quanto si sente come se volesse "comprarla", mentre Kimberly si avvicina sempre di più a Brian, un ragazzo che frequenta il suo stesso simposio e col quale scopre di avere molto in comune. Bela, frustrata dal non aver ancora consumato la sua relazione con Arvind - cosa che si traduce nel più lungo periodo di astinenza sessuale della sua vita - lo invita a passare la serata con lei e le amiche a un rodeo queer di beneficenza a cui Taylor ha invitato tutte le ragazze del dormitorio in un ennesimo disperato tentativo di tentare di conquistare Chloe, che bacia durante la serata venendo respinta educatamente per poi fuggire in lacrime, venire aggredita da alcuni studenti omofobi e soccorsa da Ash, con la quale passa la notte. Bela finisce per dover vegliare fino al mattino su Arvind, ubriacatosi pesantemente durante la festa, andando nuovamente in bianco, mentre Cooper riesce a far rimuovere Calvin dalla lista scovando un suo tweet misogino permettendo dunque a Kacey di prendere il suo posto; Whitney infine visita Canaan in camera sua di prima mattina e, realizzando di provare ancora qualcosa l'una per l'altro, si baciano.
- Altri interpreti: Ruby Cruz (Ash), Tig Notaro (Leah Friedman), Michael Hsu Rosen (Brian), Nabeel Muscatwalla (Arvind), Devin Craig (Isaiah), Roby Attal (Cooper), Susan Berger (Estelle), Peggy Miley (anziana), Tyler Barnhardt (Calvin Blake), Issac Ryan Brown (Terry), Elena Heuzé (Sam), Donielle Nash (Jayla), Vico Ortiz (Tova), Amanda Ripley (Ginger), Kyra Tantao (Chloe), Brian Huskey (Professor Milton), Frankie A. Rodriguez (Lewis).

## The Good Partner Test
- Diretto da: Courtney M. Franklin
- Scritto da: Rupinder Gill e Sarah Tapscott

### Trama
Con la squadra dell'Essex ormai prossima ai play-off, Whitney continua a fare iniezioni di cortisone per mascherare il dolore al ginocchio, intanto Taylor e Ash incominciano una relazione, Bela ha finalmente un rapporto sessuale con Arvind sebbene resti un po' delusa dallo scarso impeto di quest'ultimo, e Kacey decide di fare il "passo successivo" con Cooper: sottoporlo al test del partner perfetto, una tradizione delle donne della sua famiglia per valutare i propri compagni assieme alle amiche facendo fare loro varie prove senza che essi lo sappiano. Convinte anche Bela, Kimberly e Whitney a prendervi parte, le ragazze passano la serata facendo fare il testa ad Arvind, Cooper e Brian, scoprendo un'ottima sinergia con ciascuno di loro, e Isaiah, che Whitney sembra far tutto per veder fallire cosa che, una volta venuta a galla, la porta a confidare alle compagne di stanza di aver segretamente baciato Canaan, che viene quindi testato a sua volta con ottimi risultati. Più tardi, Bela raggiunge Arvind nella sua stanza ma, prima che abbiano un rapporto, questi si tira indietro quando, nella foga del momento, la ragazza gli confida di aver avuto oltre una ventina di amanti; Kacey si confronta invece col Calvin sul motivo per cui l'abbia lasciata e, devastata dopo averlo sentito rispondere che non intendeva aspettare al matrimonio per fare sesso, scrive a Cooper di sentirsi pronta a portare la loro relazione sul piano fisico.
- Altri interpreti: Ruby Cruz (Ash), Michael Hsu Rosen (Brian), Nabeel Muscatwalla (Arvind), Devin Craig (Isaiah), Roby Attal (Cooper), Brandon Keener (Coach Hale), Issac Ryan Brown (Terry), Zoe Lam (Rina), Andra Nechita (Lizzy), Tyler Barnhardt (Calvin Blake).

## Pics
- Diretto da: Rupinder Gill
- Scritto da: David Phillips e Beth Appel

### Trama
Kimberly e Brian iniziano ufficialmente a frequentarsi trovando una nuova stimolazione sul piano sessuale dalla vicendevole intelligenza e cultura, tuttavia il loro rapporto si deteriora rapidamente quando la ragazza gli manda per sbaglio una foto nuda dove la si vede in viso e, per fargliela cancellare, si trova a doverlo costringere fisicamente con l'aiuto di Lila. Nel frattempo Bela e Arvind si lasciano dopo la rivelazione riguardo agli amanti precedenti della ragazza, cosa che tuttavia le permette di ritrovare l'ispirazione per la comicità partecipando a una serata di stand-up comedy con un monologo ispirato a tutto ciò; Whitney inizia invece a vedere uno psicologo per cercare di gestire la sua ansia convincendosi a prendersi una giornata di riposo dalle sue responsabilità, cosa che tuttavia la fa incorrere nelle ire del nuovo coach, portandola di conseguenza a lasciare la squadra e ad avere un attacco di panico da cui si riprende grazie all'aiuto di Canaan. Kacey organizza una serata per perdere la verginità con Cooper ma questi si tira indietro a causa dell'ansia datagli dalle aspettative di lei, tuttavia il giorno successivo, dopo che alla ragazza viene assegnata la parte di protagonista nel musical del gruppo scolastico grazie al suo supporto, i due si riconciliano e passano finalmente la notte insieme. Parallelamente a tutto ciò, Taylor lascia il dormitorio per andare a vivere con Ash, sebbene i grandi cambiamenti siano sconsigliati durante la riabilitazione, cosa che la porta a litigare con Bela, la quale ignora quindi la sua chiamata nel momento in cui ha un crollo emotivo dopo aver saputo che l'estraniata madre sta per risposarsi, portandola quindi ad avere una ricaduta.
- Altri interpreti: Ruby Cruz (Ash), Michael Hsu Rosen (Brian), Tig Notaro (Leah Friedman), Rebecca Wisocky (Professoressa Dorfmann), Nabeel Muscatwalla (Arvind), Roby Attal (Cooper), Belle Adams (Haley), Brandon Keener (Coach Hale), Gabe Liedman (psicologo), Jeremy Culhane (Lars), Courtney Parchman (Blair), Jack Seavor (Kevin).

## Essex Strong
- Diretto da: Justin Noble
- Scritto da: Justin Noble e Caroline Goldfarb

### Trama
Il comitato atletico dell'Essex convoca Whitney per tentare di convincerla a riprendere a giocare ma la ragazza rifiuta fermamente dopo essersi resa conto che non intendono ascoltare i suoi bisogni, in seguito però ottiene il supporto di tutta la squadra, che decidono di rifiutarsi tutte di giocare a meno che non siano esaudite le loro richieste di un trattamento più umano; Kacey invece, dopo aver perso la verginità con Cooper, inizia a fargli sempre più pressioni affinché conosca la sua famiglia arrivando ad organizzare una crociera con loro a sua insaputa, tanto che questi decide di lasciarla, evento a seguito del quale le amiche la consolano raccontandole le esperienze negative delle loro prime volte. Nel frattempo, Bela si avvicina a Haley, l'organizzatrice del microfono aperto, e la bacia, realizzando di essere bisessuale, cosa riguardo alla quale si apre sia con le compagne d'alloggio che con Taylor, che a sua volta le rivela di aver avuto una ricaduta ma di essere riuscita a gestirla, motivo per il quale la ringrazia di tutto ciò che ha fatto per aiutarla da quando si sono conosciute. Contemporaneamente a tutto ciò, Kimberly scopre che che Mathan Riggs, membro del congresso notoriamente razzista, misogino e transfobico, farà da oratore al college, e decide di partecipare alle proteste pur sapendo che potrebbe compromettere il suo sogno di diventare giudice della Corte Suprema, finendo infatti per venire arrestata ma realizzando che può fare molto di più per cambiare il sistema dall'esterno piuttosto che dall'interno. Quella sera Bela vede sfumare i suoi programmi di fare coming out durante la sua stand-up comedy nel momento in cui vede la madre tra il pubblico ma, in seguito, seguendo un consiglio di Taylor, riesce a confidare la propria sessualità alla donna ascoltando l'esibizione di Kacey durante il musical organizzato col gruppo di teatro.
- Altri interpreti: Ruby Cruz (Ash), Tig Notaro (Leah Friedman), Rebecca Wisocky (Professoressa Dorfmann), Michael Provost (Eli), Michael Hsu Rosen (Brian), Roby Attal (Cooper), Belle Adams (Haley), Trevor Tordjman (Noah), Kavi Ramachandran Ladnier (Reena Malhotra), Missi Pyle (Tracey Baker), Brandon Keener (Coach Hale), Laura Niemi (Amy), Bailey Stender (Marla), Amanda Ripley (Ginger), Vico Ortiz (Tova), Betti (Trish Feldman), Zoe Lam (Rina), Danny Max (Nathan Riggs), Jonah Beckett (Norman), Aric Hendrix (poliziotto), Jeremy Shouldis (Agente Pickens).